# Calosoma aurocinctum
Calosoma aurocinctum es una especie de escarabajo del género Calosoma, familia Carabidae. Fue descrita científicamente por Chaudoir en 1850.
Esta especie se encuentra en México y los Estados Unidos.